# 日本政治学会
日本政治学会（にほんせいじがっかい、英: Japanese Political Science Association, JPSA）は、日本の政治学者・研究者・院生を対象とした国内最大級の学術組織である。

## 概要
年二号、学会誌である『年報政治学』を発行している。会員数は、2020年12月14日時点で1,824名である。また、本学会は、日本学術会議の協力学術研究団体である。

## 歴代理事長
歴代理事長は以下の通り。
| 代     | 氏名       | 在任時期        | 研究機関(在任期) | 専門分野               |
| ------ | ---------- | --------------- | ---------------- | ---------------------- |
| 初代   | 南原繁     | 1948年 - 1960年 | 東京大学         | 政治学史               |
| 第2代  | 今中次麿   | 1960年 - 1962年 | 広島大学         | 西洋政治思想史         |
| 第3代  | 潮田江次   | 1962年 - 1964年 | 慶應義塾大学     | 政治哲学               |
| 第4代  | 信夫清三郎 | 1964年 - 1966年 | 名古屋大学       | 日本政治外交史         |
| 第5代  | 原田鋼     | 1966年 - 1968年 | 中央大学         | 西洋政治思想史         |
| 第6代  | 中村哲     | 1968年 - 1970年 | 法政大学         | 政治史・憲法           |
| 第7代  | 辻清明     | 1970年 - 1972年 | 東京大学         | 行政学                 |
| 第8代  | 秋永肇     | 1972年 - 1974年 | 明治大学         | 政治哲学               |
| 第9代  | 小松春雄   | 1974年 - 1976年 | 中央大学         | 西洋政治思想史         |
| 第10代 | 福田歓一   | 1976年 - 1978年 | 東京大学         | 政治学史               |
| 第11代 | 横越英一   | 1978年 - 1980年 | 名古屋大学       | 日本政治外交史         |
| 第12代 | 神島二郎   | 1980年 - 1982年 | 立教大学         | 日本政治思想史         |
| 第13代 | 升味準之輔 | 1982年 - 1984年 | 東京都立大学     | 日本政治外交史         |
| 第14代 | 西川知一   | 1984年 - 1986年 | 神戸大学         | 西洋政治史             |
| 第15代 | 松下圭一   | 1986年 - 1988年 | 法政大学         | 政治思想史・地方自治論 |
| 第16代 | 内田満     | 1988年 - 1990年 | 早稲田大学       | 政治過程論             |
| 第17代 | 山口定     | 1990年 - 1992年 | 大阪市立大学     | 西洋政治史             |
| 第18代 | 三谷太一郎 | 1992年 - 1994年 | 東京大学         | 日本政治外交史         |
| 第19代 | 村松岐夫   | 1994年 - 1996年 | 京都大学         | 行政学                 |
| 第20代 | 佐々木毅   | 1996年 - 1998年 | 東京大学         | 政治学史               |
| 第21代 | 五百籏頭眞 | 1998年 - 2000年 | 神戸大学         | 日本政治外交史         |
| 第22代 | 堀江湛     | 2000年 - 2002年 | 慶應義塾大学     | 政治過程論・選挙研究   |
| 第23代 | 加茂利男   | 2002年 - 2004年 | 大阪市立大学     | 政治過程論・地方自治論 |
| 第24代 | 渡辺浩     | 2004年 - 2006年 | 東京大学         | 日本政治思想史         |
| 第25代 | 小林良彰   | 2006年 - 2008年 | 慶應義塾大学     | 政治過程論・選挙研究   |
| 第26代 | 山口二郎   | 2008年 - 2010年 | 北海道大学       | 行政学                 |
| 第27代 | 杉田敦     | 2010年 - 2012年 | 法政大学         | 政治理論               |
| 第28代 | 真渕勝     | 2012年 - 2014年 | 京都大学         | 行政学                 |
| 第29代 | 辻中豊     | 2014年 - 2016年 | 筑波大学         | 公共政策               |
| 第30代 | 齋藤純一   | 2016年 - 2018年 | 早稲田大学       | 政治思想史             |
| 第31代 | 小川有美   | 2018年 - 2020年 | 立教大学         | 比較政治学             |
| 第32代 | 大西裕     | 2020年 - 2022年 | 神戸大学         | 比較政治学             |
| 第33代 | 宇野重規   | 2022年 - 2024年 | 東京大学         | 政治理論               |
| 第34代 | 高安健将   | 2024年 - 現職   | 早稲田大学       | 政治過程論             |

## その他
2006年7月9日から7月13日の5日間、福岡市（福岡国際会議場など）において第20回世界政治学会（International Political Science Association：IPSA）（3年に1度）福岡大会が開かれ、約70カ国・地域から約2,200人が参加した。大会組織委員長は佐々木毅が務め、公開講座ではコロンビア大学名誉教授のドナルド・キーンやJICA理事長の緒方貞子らが講演し、日本文化体験としては茶道体験や華道の展示、着物試着が行われた。